# 18 juin en sport
18 mai 18 juillet
Chronologies thématiques
- Croisades
- Ferroviaires
- Disney

Le 18 juin (169e jour de l'année ou 170e en cas d'année bissextile) en sport.

## Événements

### XIXesiècle
- 1861 :
  - (Boxe) : Jem Mace combat Sam Hurst en huit round à Medway et gagne le championnat d'Angleterre poids lourd. Sam Hurst se retire de la boxe[1].

### XXesièclede1901à1950
- 1921 :
  - (Athlétisme) : à Pasadena, l'Américain Charlie Paddock court le 110 yards (100,58 m) en 10 s 1/5. Cette performance, qui ne sera dépassée que 35 ans plus tard, ne sera pas homologuée pour des raisons inexpliquées.
- 1927 :
  - (Sport automobile) :
    - Inauguration du Nürburgring, circuit automobile situé dans les monts de l'Eifel, près de Cologne (Allemagne).
    - Départ de la cinquième édition des 24 Heures du Mans.
- 1932 :
  - (Sport automobile) : départ de la dixième édition des 24 Heures du Mans.
- 1933 :
  - (Sport automobile) : victoire de Raymond Sommer et Tazio Nuvolari aux 24 Heures du Mans.
- 1938 :
  - (Sport automobile) : départ de la quinzième édition des 24 Heures du Mans.
- 1939 :
  - (Sport automobile) : victoire de Jean-Pierre Wimille et Pierre Veyron aux 24 Heures du Mans.
- 1948 :
  - (Sport automobile) : Grand Prix automobile de France.
  - (Sport automobile) : Grand Prix automobile de Grande-Bretagne.
- 1950 :
  - (Sport automobile) : cinquième grand prix de F1 de la saison 1950 en Belgique, remporté par Juan Manuel Fangio sur Alfa Romeo.

### XXesièclede1951à2000
- 1961 :
  - (Athlétisme) : Iolanda Balaş porte le record du monde féminin du saut en hauteur à 1,88 mètre.
  - (Athlétisme) : Valeriy Brumel porte le record du monde du saut en hauteur à 2,23 mètres.
  - (Formule 1) : Grand Prix automobile de Belgique.
- 1966 :
  - (Sport automobile) : départ de la trente-quatrième édition des 24 Heures du Mans.
- 1967 :
  - (Formule 1) : Grand Prix automobile de Belgique.
- 1983 :
  - (Sport automobile) : départ de la cinquante et unième édition des 24 Heures du Mans.
- 1989 :
  - (Formule 1) : Grand Prix automobile du Canada.
- 1994 :
  - (Sport automobile) : départ de la soixante-deuxième édition des 24 Heures du Mans.
- 1995 :
  - (Athlétisme) : Daniela Bártová porte le record du monde du saut à la perche féminin à 4,12 mètres.
  - (Football / Coupe du monde) : au Stade Råsunda de Solna, en Suède, la Norvège remporte la deuxième édition de la Coupe du monde en disposant de l'Allemagne sur le score de 2 but à 0 en finale.

### XXIesiècle
- 2002 :
  - (Football) : en huitièmes de finale de la Coupe du monde, la Turquie élimine l'un des deux pays organisateurs, le Japon 1-0 (But : Davala 12e), tandis que la Corée du Sud, l'autre pays organisateur, se qualifie pour les quarts de finale en battant l'Italie 2-1 après prolongation (Buts : Seol Ki-hyeon 88e, Ahn Jung-hwan 117e ; Vieri 18e).
- 2005 :
  - (Sport automobile) : départ de la soixante-treizième édition des 24 Heures du Mans.
- 2007 :
  - (Basket-ball) : le club de Montepaschi Siena devient champion d'Italie en dominant Virtus Bologne par 90 à 82 lors de la troisième rencontre de la finale.
- 2016 :
  - (Compétition automobile /Endurance) : départ de la 84e édition des 24 Heures du Mans à 15 heures et prend fin le 19 juin à 15 h. 60 voitures sont inscrites à prendre le départ.
- 2017 :
  - (Compétition automobile /Endurance) : sur le Circuit des 24 Heures, le constructeur allemand Porsche triomphe pour la 3e année consécutive grâce à la 909 Hybrid n°2 pilotée par les Néo-Zélandais Earl Bamber et Brendon Hartley puis de l’Allemand Timo Bernhard. Le trio revient de loin puisqu’il était avant-dernier samedi soir après un souci mécanique qui lui a fait perdre plus d’une heure.
- 2018 :
  - (Escrime /Euro) : sur la 3ème journée des Championnats d'Europe d'escrime, à l'épée individuelle femmes, victoire de l'Estonienne Katrina Lehis et au sabre individuel hommes, victoire de l'Allemand Max Hartung.
- 2023 :
  - (Golf /Grand Chelem) : sur le tournoi de l'US Open de golf, à la surprise générale, victoire de l'Américain Wyndham Clark sur le parcours de Los Angeles[2].

## Naissances

### XIXesiècle
- 1881 : 
  - Zoltán von Halmay, nageur hongrois. Médaillé d'argent du 200m nage libre et du 4 000m nage libre puis médaillé de bronze du 1 000m nage libre aux Jeux de Paris 1900, champion olympique du 50 et du 100 yards aux Jeux de Saint-Louis 1904 puis médaillé d'argent du 100m nage libre et du relais 4×200m nage libre aux Jeux de Londres 1908. († 20 mai 1956).
- 1882 :
  - Richard Johansson, patineur artistique suédois. Médaillé d'argent en individuel aux Jeux de Londres 1908. († 24 juillet 1952).
- 1897 :
  - Martti Marttelin, athlète de fond finlandais. Médaillé de bronze du marathon aux Jeux d'Amsterdam 1928. († 1er mars 1940).

### XXesièclede1901à1950
- 1902 :
  - Paavo Yrjölä, athlète d'épreuves combinées finlandais. Champion olympique du décathlon aux Jeux d'Amsterdam 1928. Détenteur du Record du monde du décathlon du 18 juillet 1926 au 20 juillet 1930. († 11 février 1980).
- 1912 :
  - Glenn Morris, athlète d'épreuves combinées américain. Champion olympique du décathlon aux Jeux de Berlin 1936. Détenteur du Record du monde du décathlon du 8 août 1936 au 30 juin 1950. († 31 janvier 1974).
- 1924 : 
  - George Mikan, basketteur américain. († 1er juin 2005).
- 1932 : 
  - Stan Vickers, athlète de marche britannique. Médaillé de bronze du 20km marche aux Jeux de Rome 1960. Champion d'Europe d'athlétisme du 20km marche 1958. († 19 avril 2013).
- 1934 : 
  - Louis Echave, joueur de rugby à XV français. (2 sélections en équipe de France). († 31 janvier 2014).
- 1936 : 
  - Denny Hulme, pilote de F1 néo-zélandais. Champion du monde de Formule 1 1967. (8 victoires en Grand Prix). († 4 octobre 1992).
- 1939 : 
  - Lou Brock, joueur de baseball américain. († 6 septembre 2020).
- 1941 : 
  - Michel Chapuis, céïste français. Médaillé d'argent du 1 000 mètres biplace aux Jeux de Tokyo 1964. Champion du monde de canoë-kayak de C2 et de la descente 1969.
  - Roger Lemerre, footballeur puis entraîneur français. (6 sélections en équipe de France). Sélectionneur de l'Équipe de France de 1998 à 2002, de l'Équipe de Tunisie de 2002 à 2008 puis de l'équipe du Maroc de 2008 à 2009. Champion d'Europe de football 2000 et champion d'Afrique de football 2004.
- 1943 : 
  - Gérard Enault, dirigeant de football français. Directeur général de la FFF de 1992 à 2005. († 9 avril 2012).
- 1946 : 
  - Fabio Capello, footballeur puis entraîneur italien. (32 sélections en équipe nationale). Vainqueur de la Ligue des champions 1994. Sélectionneur de l'Équipe d'Angleterre de 2007 à 2012 puis de l'Équipe de Russie de 2012 à 2015.
- 1947 : 
  - Lajos Kocsis, footballeur hongrois. Champion olympique aux Jeux de Mexico 1968 et médaillé d'argent aux Jeux de Munich 1972. (33 sélections en équipe nationale). († 9 octobre 2000).
  - Dominique Valera, karatéka français. Champion du monde de karaté en kumite par équipes 1972
- 1950 :
  - Annelie Ehrhardt, athlète de haies allemande. Championne olympique du 100m haies aux Jeux de Munich 1972. Championne d'Europe d'athlétisme du 100m haies 1974. († 22 octobre 2024).

### XXesièclede1951à2000
- 1951 :
  - Nobutaka Taguchi, nageur japonais. Champion olympique du 100m brasse et médaillée de bronze du 200m brasse aux jeux de Munich 1972.
- 1952 :
  - Denis Herron, hockeyeur sur glace canadien.
- 1956 :
  - Jan Merrill, athlète de fond américaine. Championne du monde de cross-country par équipes 1979 et 1983.
- 1960 :
  - Marie-Cécile Gros-Gaudenier, skieuse alpine française.
- 1961 :
  - Andres Galarraga, joueur de baseball vénézuélien.
- 1963 :
  - Patrick Bernardini, pilote de rallyes automobile français.
  - Bruce Smith, joueur de foot U.S. américain.
- 1966 :
  - Kurt Browning, patineur artistique individuel canadien. Champion du monde de patinage artistique 1989, 1990, 1991 et 1993.
  - Catherine (Cathy) Fleury, judoka française, championne du monde en 1989 et championne olympique en 1992.
- 1973 :
  - Alexandra Meissnitzer, skieuse alpine autrichienne. Médaillée d'argent du géant et médaillée de bronze du super-G Jeux de Nagano 1998 puis médaillée de bronze du super-G aux Jeux de Turin 2006. Championne du monde de ski alpin du géant et du super-G 1999.
- 1974 :
  - Vincenzo Montella, football puis entraîneur italien. (20 sélections en équipe nationale).
- 1975 :
  - Martin St-Louis, hockeyeur sur glace canadien.
- 1978 :
  - Sébastien Souday, pilote de rallye-raid, de motocross et de quad français. Vice-champion du monde des rallyes-raids en quad 2016
- 1979 :
  - Tsugio Matsuda, pilote de courses automobile japonais.
- 1980 :
  - Antero Niittymäki, hockeyeur sur glace finlandais. Médaillé d'argent aux Jeux de Turin 2006.
- 1981 :
  - Marco Streller, footballeur suisse. (37 sélections en équipe nationale).
  - Steed Tchicamboud, basketteur puis entraîneur français. Médaillé d'argent à l'Euro 2011. (29 sélections en équipe de France).
- 1982 :
  - Fabien Lefèvre, kayakiste français et américain. Médaillé de bronze aux Jeux d'Athènes 2004 puis médaillé d'argent aux Jeux de Pékin 2008. Champion du monde de slalom (canoë-kayak) K1 2002 et 2003, champion du monde de slalom (canoë-kayak) K1 par équipes 2005 et 2006, champion du monde de slalom (canoë-kayak) C2 par équipes 2010 et 2011 puis champion du monde de slalom (canoë-kayak) C1 individuel 2014.
- 1983 :
  - Yannick Bazin, volleyeur français. (22 sélections en équipe de France).
  - Stéphanie Dubois, basketteuse française.
  - Billy Slater, joueur de rugby à XIII australien. Champion du monde de rugby à XIII 2013 et 2017. Vainqueur des Tournois des Quatre Nations 2009 et 2011. (30 sélections en équipe nationale).
  - Cameron Smith, joueur de rugby à XIII australien. Champion du monde de rugby à XIII 2013 et 2017. Vainqueur du Tri-Nations de rugby à XIII 2006, des Tournois des Quatre Nations 2009, 2011 et 2016. (56 sélections en équipe nationale).
- 1985 :
  - Chris Coghlan, joueur de baseball américain.
- 1986 :
  - Richard Gasquet, joueur de tennis français. Médaillé de bronze du double aux Jeux de Londres 2012. Vainqueur de la Coupe Davis 2017.
  - Damjan Rudež, basketteur croate. (36 sélections en équipe nationale).
  - Christina Vukićević, athlète de haies norvégienne.
  - Benjamin Zé Ondo, footballeur gabonais. Vainqueur de la Ligue des champions de la CAF 2014. (20 sélections en équipe nationale).
- 1988 :
  - James Brewer, athlète de demi-fond britannique.
  - Virginie Cueff, cycliste sur piste française.
- 1989 :
  - Pierre-Emerick Aubameyang, footballeur franco-hispano-gabonais. (73 sélections avec l'équipe du Gabon).
  - Anna Fenninger, skieuse alpine autrichienne. Championne olympique du super-G et médaillé d'argent du géant aux Jeux de Sotchi 2014 puis d'argent du super-G aux Jeux de Pyeongchang 2018. Championne du monde de ski alpin du super combiné 2011 puis championne du monde de ski alpin du super-G et du slalom géant 2015.
  - Dane Haylett-Petty, joueur de rugby à XV et à sept australien. Vainqueur du Challenge européen 2012. (38 sélections avec l'équipe de rugby à XV).
- 1990 :
  - Sandra Izbașa, gymnaste roumaine. Championne olympique du sol et médaillé de bronze du concours général par équipes aux Jeux de Pékin 2008 puis championne olympique du saut de cheval et médaillée de bronze du concours par équipes aux Jeux de Londres 2012. Championne d'Europe de gymnastique artistique du sol 2006, championne d'Europe de gymnastique artistique du concours général par équipes et du sol 2008, championne d'Europe de gymnastique artistique du saut de cheval et du sol 2011 puis championne d'Europe de gymnastique artistique du concours général par équipes 2012.
  - Rúnar Már Sigurjónsson, footballeur islandais. (32 sélections en équipe nationale).
  - Derek Stepan, hockeyeur sur glace américain.
- 1991 :
  - Éloi Pélissier, joueur de rugby à XIII français. (21 sélections en équipe de France).
- 1992 :
  - Rachid Alioui, footballeur franco-marocain. (18 sélections avec l'équipe du Maroc).
  - Mirko Höfflin, hockeyeur sur glace allemand.
  - Oli Kebble, joueur de rugby à XV sud-africain puis écossais. (12 sélections avec l'équipe d'Écosse).
  - Maurice Ndour, basketteur sénégalais. (35 sélections en équipe nationale).
  - Karl Ouimette, footballeur canadien. (18 sélections en équipe nationale).
  - Adama Soumaoro, footballeur franco-malien.
- 1993 :
  - Alex Frame, cycliste sur piste et sur route néo-zélandais. Champion du monde de cyclisme sur piste de la poursuite par équipes 2015.
- 1994 :
  - Claire Lavogez, footballeuse française. Victorieuse des Ligue des champions féminine 2016 et 2017. (35 sélections en équipe de France).
  - Sean McMahon, joueur de rugby à XV et à sept australien. (27 sélections avec l'Équipe nationale de rugby à XV et 103 avec l'équipe de  nationale de rugby à sept).
- 1995 :
  - Habib Diallo, footballeur sénégalais. (18 sélections en équipe nationale).
- 1996 :
  - Alen Halilović, footballeur croate. Vainqueur de la Ligue des champions 2015. (10 sélections en équipe nationale).
  - Marc-Antoine Olivier, nageur d'eau libre français. Médaillé de bronze du 10km aux Jeux de Rio 2016. Champion du monde de natation du 5km et par équipes, médaillé de bronze du 10km en eau libre 2017 puis médaillé d'argent du 10km 2019. Médaillé de bronze du 10km aux CE de nage en eau libre 2016 et d'argent du 5km 2020.
- 1997 :
  - Jacob Evans, basketteur américain.
  - Amine Harit, footballeur franco-marocain. (16 sélections avec l'équipe du Maroc).
- 1998 :
  - Tosin Kehinde, footballeur nigérian.
  - Ryotaro Meshino, footballeur japonais.
  - Kostja Mushidi, basketteur allemand.

### XXIesiècle
- 2000 :
  - Trey Murphy III, basketteur américain.
- 2001 :
  - Nikolas Dyhr, footballeur danois.
  - George Martin, joueur international anglais de rugby à XV.
  - Thomas van den Belt, footballeur néerlandais.
- 2004 :
  - Tobias Lauritsen, footballeur danois.

## Décès

### XXesièclede1951à2000
- 1958 : 
  - Douglas Jardine, 57 ans, joueur de cricket anglais. (22 sélections en test cricket). (° 23 octobre 1900).
- 1960 :
  - Sven Lundgren, 63 ans, athlète de demi-fond suédois. Médaillé de bronze du 3 000m par équipes aux jeux d'Anvers 1920. (° 29 septembre 1896).
- 1980 : 
  - André Leducq, 76 ans, cycliste sur route français. Champion du monde de cyclisme sur route 1924. Vainqueur des Tours de France 1930 et 1932 puis de Paris-Roubaix 1928. (° 27 février 1904).
- 1997 : 
  - Hector Yazalde, 51 ans, footballeur argentin. (10 sélections en équipe nationale). (° 29 mai 1946).

### XXIesiècle
- 2003 : 
  - Larry Doby, 79 ans, joueur de baseball puis directeur sportif américain. (° 13 décembre 1923).
- 2011 : 
  - Ulrich Biesinger, 77 ans, footballeur allemand. Champion du monde de football 1950. (7 sélections en équipe nationale). (° 6 août 1933).
  - Karl Frei, 94 ans, gymnaste suisse. Champion olympique des anneaux et médaillé d'argent du concours par équipes aux Jeux de Londres 1948. (° 8 mars 1917).
- 2012 : 
  - Urs Lott, 63 ans, hockeyeur sur glace suisse. (55 sélections en équipe nationale). (° 30 décembre 1948).
- 2018 :
  - Walter Bahr, 91 ans, footballeur américain. (19 sélections en équipe nationale). (° 1er avril 1927).
  - Kóstas Polítis, 76 ans, basketteur puis entraîneur grec. (41 sélections en équipe nationale). Sélectionneur de l'équipe de Grèce de 1983 à 1987, championne d'Europe de basket-ball 1987. (° 21 mars 1942).
- 2024 : 
  - Willie Mays, 93 ans, joueur de baseball américain. (° 6 mai 1931).